# ویلیام آر. کینگ
ویلیام آر. کینگ (به انگلیسی: William R. King) سناتور سابق عضو حزب دموکرات ایالات متحده آمریکا بود. وی در سال ۱۸۱۹ تا ۱۸۴۴ و ۱۸۴۸ تا ۱۸۵۲ میلادی سناتور ایالت آلاباما در سنای ایالات متحده آمریکا بود.